# 안흥대군
안흥대군(安興大君)은 조선 목조의 여섯째 아들로, 이름은 이구수(李球壽)이다. 1872년 12월 3일 고종에 의해 대군으로 추봉되었다.

## 가족 관계

### 선조
- 조부 : 이양무(李陽茂, ? ~ 1231년)
- 조모 : 삼척 이씨(三陟 李氏, ? ~ ?) - 상장군 이강제(李康濟)의 딸
  - 아버지 : 조선 추존왕 목조대왕(穆祖大王, ? ~ 1274년)
- 외조부 : 천우위장사 이숙(李肅, ? ~ ?)
- 외조모 : 돌산군부인 정씨(突山郡夫人 鄭氏, ? ~ ?)
  - 어머니 : 효공왕후 평창 이씨(孝恭王后 平昌李氏, ? ~ ?)
    - 형 : 안천대군 이어선 (安川大君 李於仙, ? ~ 1274년)
    - 형 : 안원대군 이진 (安原大君 李珍, ? ~ ?)
    - 형 : 안풍대군 이정 (安豐大君 李精, ? ~ ?)
    - 형 : 조선 추존왕 익조대왕 (翼祖大王, ? ~ ?)
    - 형 : 안창대군 이매불 (安昌大君 李梅拂, ? ~ ?)

### 부인과 후손
- 부인 : 부부인 청주 한씨(府夫人 淸州韓氏, ? ~ ?)
  - 장남 : 서릉군 이대가(西陵君 李大嘉, ? ~ ?)
  - 차남 : 서춘군 이반(西春君 李班), ? ~ ?)
  - 3남 : 서령군 이말흘(西寧君 李末屹, ? ~ ?)
  - 4남 : 서청군 이천기(西淸君 李天杞, ? ~ ?)

## 후손
- 전 국회의원 이인근
- 전 국회의원 이상선
- 전 농수산부 장관 이희일